# زیبا افلاطون

تیم ملی بسکتبال ایران در مسابقات قهرمانی آسیا در کره‌جنوبی در سال ۱۹۷۴ (۱۳۵۳ شمسی). به‌ترتیب از راست: نامعلوم، ژنیک شهبازیان، دیانا آوانسیان، سهیلا روحانی، زیبا افلاطون (کاپیتان) و اولین آواکیان

زیبا افلاطون بازیکن تیم ملی بسکتبال زنان ایران، ستاره بسکتبال زنان ایران پیش از انقلاب و از اعضای اولین تیم ملی بسکتبال ایران در سال ۱۳۴۴ بود که در ۱۹ سالگی به ترکیه سفر کرد تا در برابر تیم این کشور مسابقه دهد. وی سابقه عضویت در باشگاه‌های صدری، انجمن و آزمایش را دارد. وی در سال ۱۳۵۳ به همراه تیم ملی در مسابقات قهرمانی آسیا ۱۹۷۴ در کره‌جنوبی به عنوان کاپیتان تیم ملی شرکت کرد که به مقام چهارم آسیا رسید که بهترین عملکرد تیم ملی بسکتبال زنان ایران در مسابقات قهرمانی آسیا بوده است.
وی که در دوره دبیرستان عضو دبیرستان فاطمه سیاح بود، توانست در سال ۱۳۴۲ به همراه نینا زرگر صالح، قهرمان آموزشگاه‌های تهران شوند. وی سابقه قهرمانی تهران (کاپ فرح) را نیز دارد.